# Ford Cougar (Europa)

## (Primera Generación Europa 1998-2002)
(Europa)
Ford cougar es uno de los 200 motores más difíciles de encontrar en ese modelo st
El Ford Cougar es un gran cupé vendido en el mercado europeo entre 1998 y 2002. El coche fue nombrado de un coche producido por Ford en el mercado americano, el Mercury Cougar. Inicialmente se intentó producir una tercera generación del Ford Probe, pero después de estudiar los tres cupés disponibles en los Estados Unidos, la opción Probe cayó en favor del Cougar.

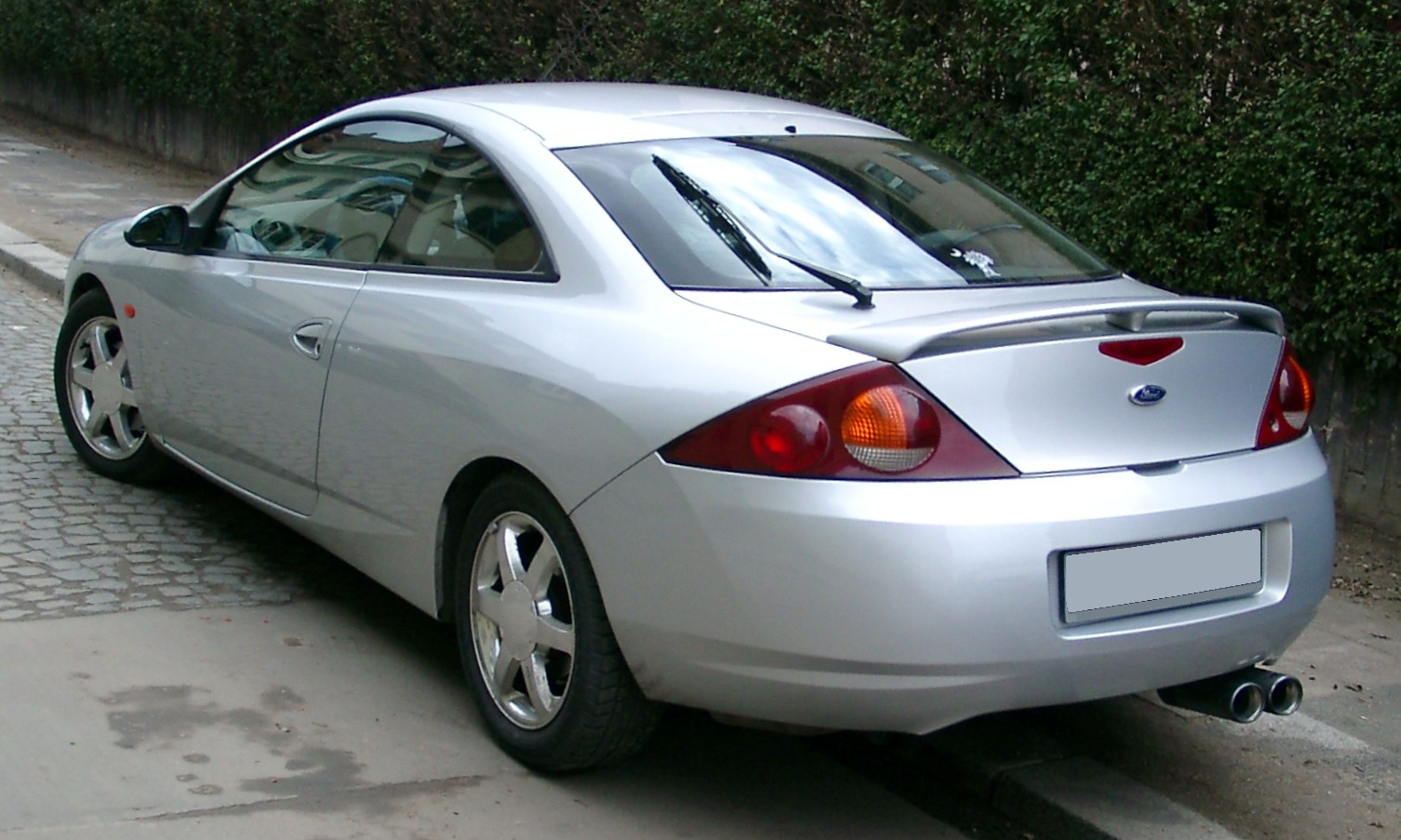
Ford Cougar vista posterior